# Odontocarya vitis
Odontocarya vitis, também conhecida como uva do mato laranja, é uma espécie de  planta do gênero Odontocarya e da família Menispermaceae.
Outros nomes para essa planta são capeba, cipó de cobra, baga de caboclo, uva de gentio, uva do mato amarela, uva do rio Apa e jabuticaba de cipó amarela ou jabuticaba de cipó laranja.

## Taxonomia
A espécie foi descrita em 2000 por Maria do Rosário de Almeida Braga.

## Forma de vida
É uma espécie terrícola e trepadeira.

## Conservação
A espécie faz parte da Lista Vermelha das espécies ameaçadas do estado do Espírito Santo, no sudeste do Brasil. A lista foi publicada em 13 de junho de 2005 por intermédio do decreto estadual nº 1.499-R.

## Distribuição
A espécie é endêmica do Brasil e encontrada nos estados brasileiros de Bahia, Espírito Santo, Rio de Janeiro e São Paulo.
A espécie é encontrada no domínio fitogeográfico de Mata Atlântica, em regiões com vegetação de floresta estacional decidual, floresta ombrófila pluvial, restinga e vegetação sobre afloramentos rochosos.